# إليرتسهار
إليرتسهار هي بلدة هولندية بمقاطعة درينته. وهي جزء من بلدية بورخر- أودورن، وتقع 17 كم جنوب شرق بلدية إيمين.